# Anisoptera grossivenia
Anisoptera grossivenia är en tvåhjärtbladig växtart som beskrevs av V. Sloot.. Anisoptera grossivenia ingår i släktet Anisoptera och familjen Dipterocarpaceae. Inga underarter finns listade i Catalogue of Life.